# Pilsbryspira jayana
Pilsbryspira jayana är en snäckart som först beskrevs av C. B. Adams 1850.  Pilsbryspira jayana ingår i släktet Pilsbryspira och familjen Turridae. Inga underarter finns listade i Catalogue of Life.